# Aero L-59 Super Albatros
De Aero L-59 Super Albatros is een Tsjechische jet-trainer gebouwd door Aero. De L-59 is een verdere ontwikkeling op de L-39, het toestel maakte haar eerste vlucht op 30 september 1996. Oorspronkelijk werd de L-59, L-39MS genoemd.

## Versies
- L-59, de standaardversie
- L-59E, versie voor Egypte
- L-59T, versie voor Tunesië

## Specificaties
- Bemanning: 2
- Lengte: 12,20 m
- Spanwijdte: 9,54 m
- Hoogte: 4,77 m
- Vleugeloppervlak: 18,8 m2
- Leeggewicht: 4 030 kg
- Max. startgewicht: 7 000 kg
- Motor: 1× een door ZMKB gebouwde Progress DV-2, 21,6 kN
- Maximumsnelheid: 870 km/h
- Vliegbereik: 1 570 km
- Plafond: 12 200 m
- Klimsnelheid: 25 m/s
- Bewapening: 4 externe ophangpunten voor bommen of raketten

## Gebruikers
- Tsjechië
- Egypte
  - 48 L-59E's
- Tunesië
  - 12 L-59T's

### Gerelateerde ontwikkelingen
- Aero L-39 Albatros
- Aero L-159 ALCA

### Vergelijkbare vliegtuigen
- BAe Hawk
- Mikoyan MiG-AT
- Jakolev Jak-130
- Soko G-4 Super Galeb